# Sahara Olteniei
La denominazione di Sahara Olteniei è stata data dai media locali ad un'area della pianura romena, nella regione di Oltenia, che si estende per circa 800 km² (pari al 6% del distretto di Dolj) e che è situata tra le città di Calafat e Dăbuleni.

## Caratteristiche
La regione sabbiosa è andata incontro ad un rapido processo di desertificazione a causa della deforestazione in atto a partire dagli anni 1960. Nel 1970 le foreste coprivano ancora il 12% del distretto, mentre ora sono scese al 7%. Per questo la denominazione di Sahara Olteniei è diventata rapidamente popolare nei media locali. La città di Dăbuleni ha ricevuto il soprannome di "capitale" del Sahara Olteniei ed è l'unica città europea dove esiste un museo della sabbia.. 